# Falcó
|  | Per a altres significats, vegeu «Falcó (desambiguacio)». |

Falcó és el nom comú que s'aplica a la major part de les espècies del gènere Falco, que són ocells rapinyaires de la família dels falcònids (Falconidae). Amb el nom de falcó també, per extensió, són coneguts altres membres de la família que no pertanyen al gènere Falco, com ara el falcó rialler (Herpetotheres cachinnans) i encara membres de la família dels accipítrids com l'aligot vesper, del gènere Pernis, que també és conegut com a "falcó vesper".
Tant el nom comú "falcó" com el científic "Falco", venen del llatí "falx" (falç), fent referència a la forma de les urpes d'aquests ocells.
Moltes de les espècies tenen unes poderoses ales que els permeten arribar a volar a gran velocitat. En vol horitzontal la velocitat és d'uns 96 km/h. S'han registrat en una d'elles, el falcó pelegrí, velocitats d'uns 320 km/h (en picat), convertint-lo en el més ràpid dels animals coneguts.
Cal esmentar que al gènere Falco, hi ha un grup d'espècies d'aspecte gràcil, coneguts amb el nom comú de xoriguers, i no pas amb el de falcons.
Als Països Catalans es poden contemplar, amb major o menor freqüència algunes espècies d'aquest gènere, com ara l'esmerla, el falcó pelegrí, de la reina, mostatxut i cama-roig, i el xoriguer petit i comú.

## Taxonomia
El gènere Falco va ser introduït el 1758 pel naturalista suec Carl Linnaeus a la desena edició del seu Systema Naturae. L'espècie tipus és el merlí (Falco columbarius). El nom del gènere Falco és del llatí tardà , de falx, falcis, que significa "una falç", fent referència a les urpes de l'ocell. En anglès mitjà i francès antic, el títol "faucon" es refereix genèricament a diverses espècies de rapinyaires en captivitat.
El terme tradicional per a un falcó mascle és "tercel" (ortografia britànica) o "tiercel" (ortografia americana), del llatí tertius (tercer) a causa de la creença que només un de cada tres ous va eclosionar com un ocell mascle. Algunes fonts donen que l'etimologia deriva del fet que un falcó mascle és aproximadament un terç més petit que una femella (francès antic: tiercelet). En català el tema és prou clar. Hi ha falcons «prims» (significant primers) i «terçols». Els prims són femelles i els terçols mascles.

### Espècies
El gènere Falco està format per unes 38 espècies vives:
- Xoriguer petit (Falco naumanni)[6]
- Xoriguer comú (Falco tinnunculus)[7]
- Falco rupicolus[8]
- Xoriguer de Madagascar (Falco newtoni)[9]
- Xoriguer de l'illa de Maurici (Falco punctatus)[10]
- Xoriguer de la Reunió (Falco duboisi) (extint)[11]
- Xoriguer de les Seychelles (Falco araeus)[12]
- Xoriguer de les Moluques (Falco moluccensis)[13]
- Xoriguer australià (Falco cenchroides)[14]
- Xoriguer americà (Falco sparverius)
- Xoriguer ullblanc (Falco rupicoloides)
- Xoriguer vulpí (Falco alopex)
- Xoriguer gris (Falco ardosiaceus)
- Xoriguer argentat (Falco dickinsoni)[15]
- Xoriguer ratllat (Falco zoniventris)
- Falcó cap-roig (Falco chicquera)
- Falcó cama-roig (Falco vespertinus)
- Falcó de l'Amur (Falco amurensis)[16]
- Falcó d'Elionor (Falco eleonorae)
- Falcó fumat (Falco concolor)[17]
- Falcó cellut (Falco femoralis)[18]
- Esmirla (Falco columbarius)[19]
- Falcó dels ratpenats (Falco rufigularis)
- Falcó de pit taronja (Falco deiroleucus)
- Falcó mostatxut europeu (Falco subbuteo)
- Falcó mostatxut africà (Falco cuvierii)
- Falcó mostatxut oriental (Falco severus)
- Falcó mostatxut australià (Falco longipennis)
- Falcó de Nova Zelanda (Falco novaeseelandiae)
- Falcó berigora (Falco berigora)
- Falcó gris (Falco hypoleucos)
- Falcó negre (Falco subniger)
- Falcó llaner (Falco biarmicus)
- Falcó làgar (Falco jugger)
- Falcó sacre (Falco cherrug)
- Grifó (Falco rusticolus)[20]
- Falcó de praderia (Falco mexicanus)
- Falcó pelegrí (Falco peregrinus)[21]
- Falcó dels Taita (Falco fasciinucha)

Tanmateix, altres obres taxonòmiques, com el Handook of the Birds of the World i la quarta versió de la BirdLife International Checklist of the birds of the world (Desembre 2019), també compten que hi ha 38 espècies vives dins del gènere Falco, però consideren les següentes divergències:
- l'espècie Falco rupicolus (sense nom en català) constitueix una subespècie del xoriguer comú (Falco tinnunculus rupicolus)[23]
- la subespècie del falcó cap-roig (F. chicquera ruficollis) constitueix una espècie separada: Falcó collroig (Falco ruficollis)[24]

## Història de la falconeria
La falconeria és una activitat molt relacionada amb els falcons. Hi ha altres aus de presa usades per a caçar que no són falcons (astors, àligues,...)
però els falcons són, numèricament, les més importants.
Les persones nobles i riques estaven disposades a pagar quantitats molt elevades per un bon falcó caçador. Així, el comerç de falcons provinents de països llunyans tingué una certa importància.
Els orígens de la falconeria són antics, i es creu que s'originà a l'Àsia. El món grecoromà no practicava la falconeria. Algunes de les representacions que es fan passar com de falconeria, tan sols ho són del que entre els romans s'anomena aucupio (captura d'ocells o ocelleria). Sembla que a Europa occidental arribà de la mà de les invasions godes. El primer testimoni gràfic data del segle v. Es troba en els mosaics de la Vil·la del Falconer a Argos (Grècia). Posteriorment es menciona a les lleis dels pobles germànics que gradualment traspassaren les fronteres de l'Imperi Romà i s'assentaren al sud dels rius Rin i Danubi.
A Europa, l'època daurada d'aquest art i afició fou a l'Edat Medieval. Es pot dir que més o menys des del segle vi fins al xvi, en el qual es practicava la caça amb falcons i astors, gaudí del seu auge i difusió més grans. Aquesta tècnica venatòria perdé terreny davant de les noves armes de foc i, també, a causa del cost que suposava mantenir un bon equip de falcons i falconers, car la falconeria, generalment fou una pràctica reservada als reis i grans senyors, encara no hi havia cap llei que la prohibís a la classe baixa, però per a obtenir menjar hi havia mètodes més efectius i segurs.
Avui en dia és un esport que en el món occidental es practica amb ocells de presa criats en captivitat, cosa que no suposa cap perill per a les aus salvatges. No obstant això, encara hi ha zones remotes en les quals encara es capturen aus silvestres.

### Descripció de falcons en documents diversos

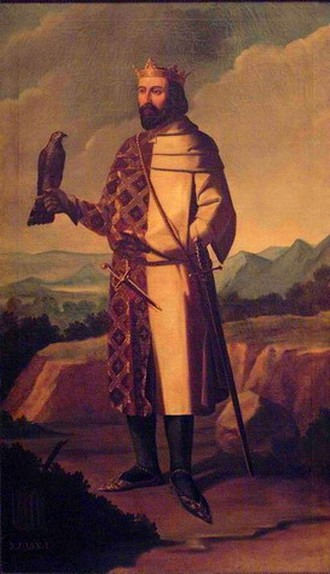
Joan I «l'Amador de la Gentilesa» (1885) de Manuel Aguirre y Monsalbe. Porta un falcó a la ma dreta.

#### Plini el Vell(c.77)
Segons Plini hi havia setze gèneres de falcons.

#### Joan el Caçador(c.1370)
Aquest rei fou molt afeccionat a la caça en general i a la falconeria en particular. La lectura de l'obra de referència permet verificar diverses varietats de falcons (sacre, munterí, de Xipre, de Romania,...) i altres detalls relacionats.

#### Georges-Louis Leclerc, comte de Buffon(c.1749)
A l'obra Histoire naturelle va tractar de falcons i esparvers. No seguia el sistema proposat per Carl von Linné.
| « | Le vaisseau qui porte les faucons (d’Islande) à Copenhague se pourvoit de la nourriture qui leur est propre ; c'est de la viande de boeuf et de mouton. On ne leur donne aucune graisse , et on humecte leur manger avec da lait ; quand ils sont malades , on le mêle avec des œufs et de l'huile. ( Voyez l'Histoire naturelle de l'Islande , par Anderson.// Traducció aproximada: ...el vaixell que transporta els falcons d’Islàndia a Copenhagen porta un menjar adequat: carn de bou i de moltó. No se’ls dona gens de greix i es remulla el menjar amb llet. Si emmalalteixen es barreja la carn amb ous i oli (Vegeu: Histoire naturele de l’Islande. D’Anderson.) | » |

#### L'Encyclopédie
- 1784.[35]

#### Enciclopedia moderna: diccionario universal de literatura, ciencias, artes, agricultura, industria y comercio
- 1853. Francisco de Paula Mellado.[36]

#### Diccionario de materia mercantil, industrial y agrícola
- 1857. José Oriol Ronquillo.[37]